# 主教宫广场

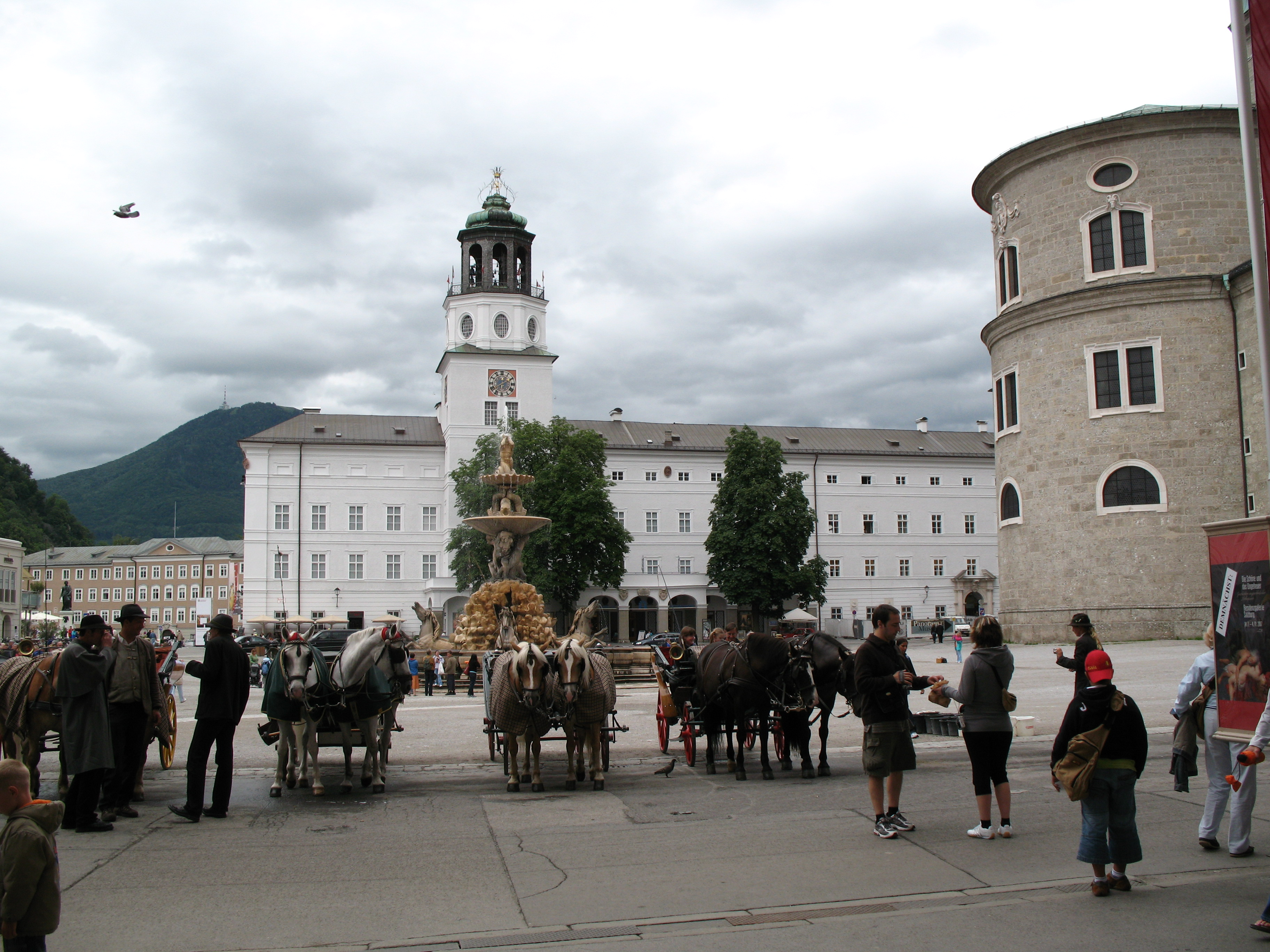
主教宫广场

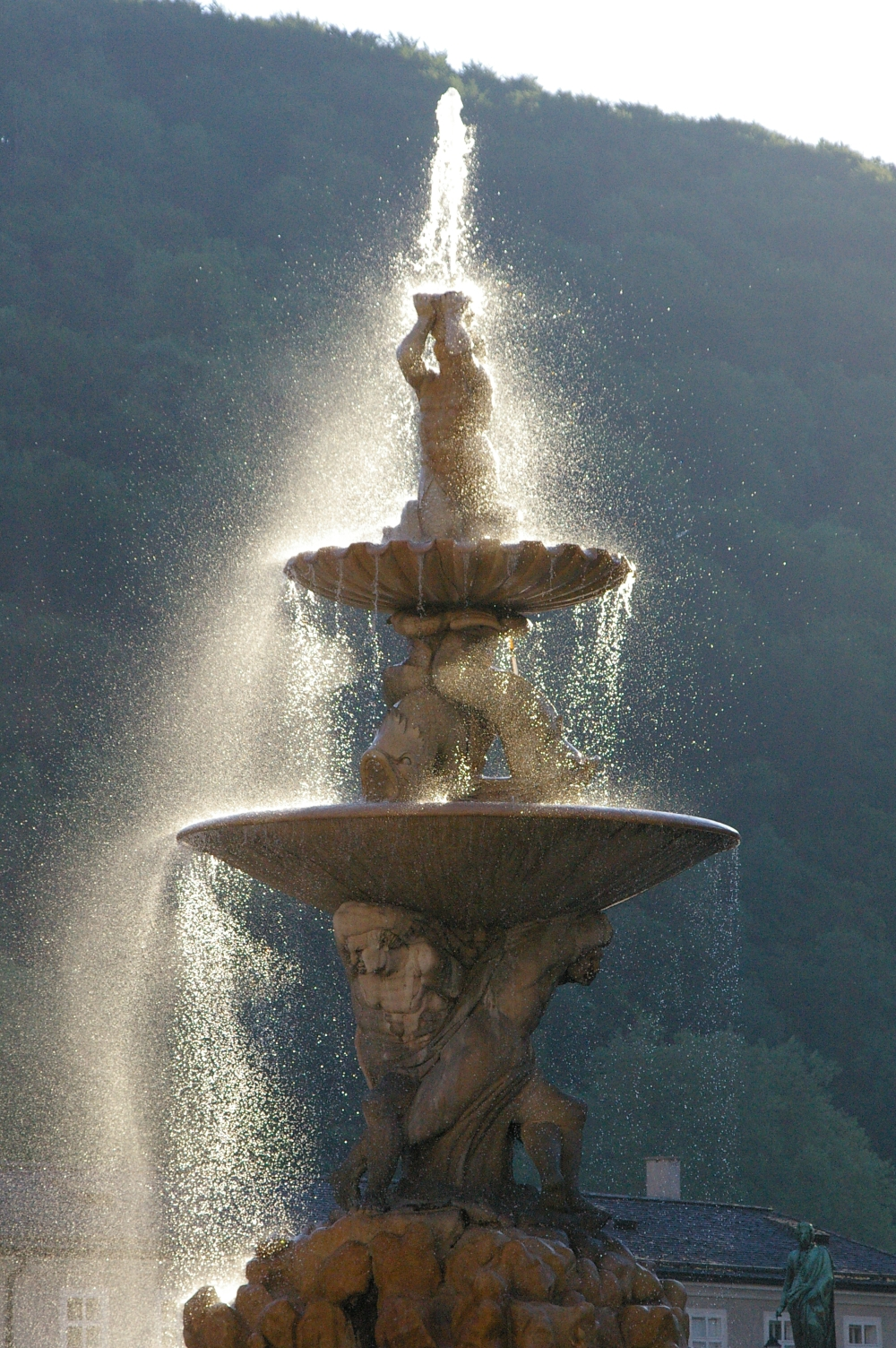
喷泉

主教宫广场（Residenzplatz）是一个大型广场，位于奥地利萨尔茨堡老城的心脏地帶，鄰近萨尔茨堡主教座堂、莫扎特广场（Mozartplatz）和萨尔茨堡要塞。它被认为是萨尔茨堡最热门的景点之一。
主教宫广场的西面是老主教宫（Alte Residenz），东面是新主教宫（Neue Residenz），南面是萨尔茨堡主教座堂，北面是古老的私人住宅（Bürgerhäuser）。

## 历史

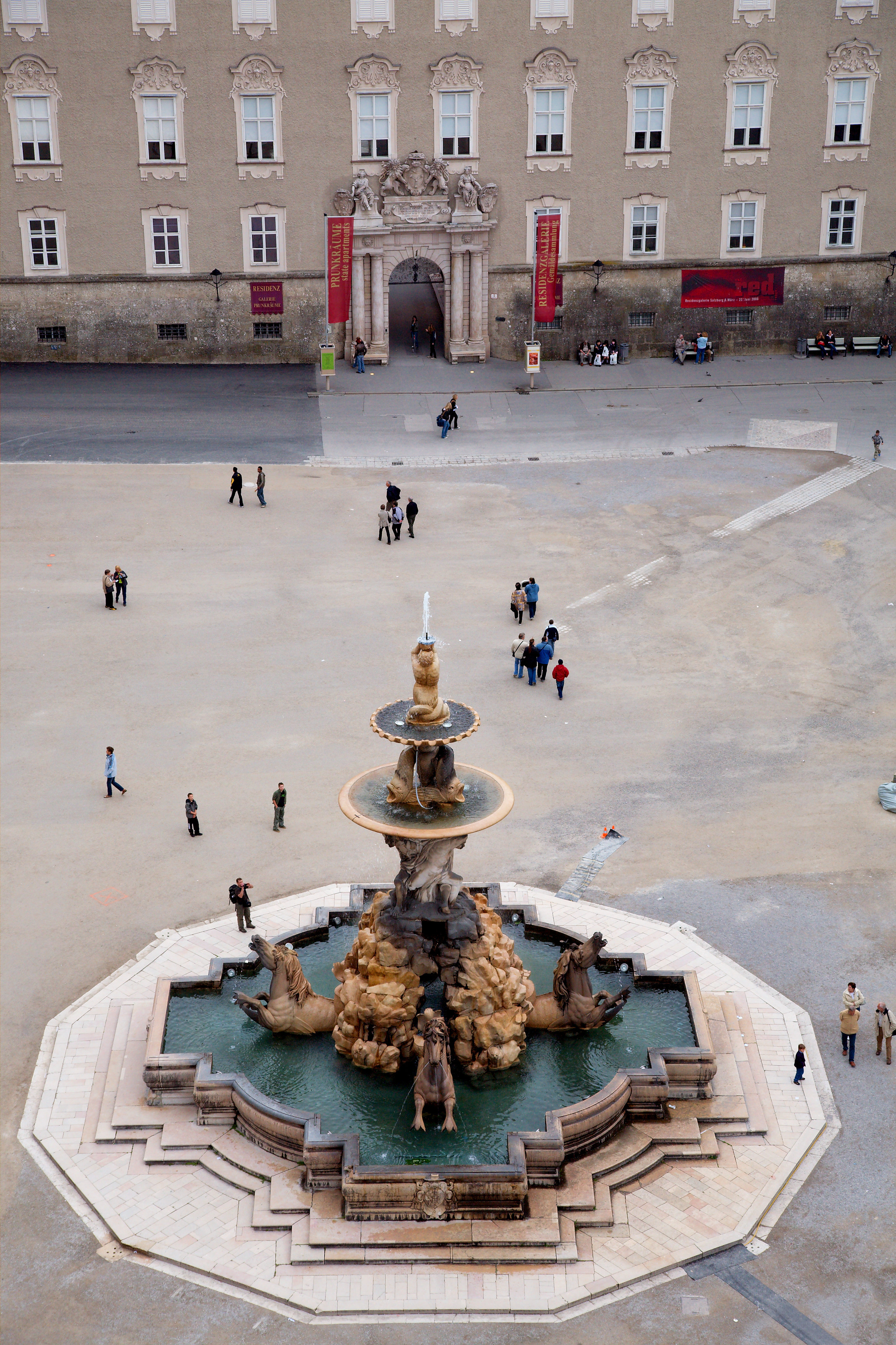
喷泉

主教宫广场由萨尔茨堡总主教Wolf Dietrich Raitenau修建于1587年，他还下令修建萨尔茨堡主教座堂的修道院，因此拆除了许多私人房屋。最近在主教宫广场地下发现了16世纪墓地。
在主教宫广场中间，是一个巨大的巴洛克喷泉'Residenzbrunnen'，建于1656至1661年。用大理石建造，被认为是中欧最大的巴洛克喷泉。
每年七至八月，主教宫广场會改為露天电影院，以播放薩爾茨堡音樂節的表演為主。
47°47′54″N 13°02′47″E / 47.798425°N 13.0463666667°E